# Кунакбаєво (Куюргазинський район)
Кунакба́єво (рос. Кунакбево, башк. Ҡунаҡбай) — присілок у складі Куюргазинського району Башкортостану, Росія. Входить до складу Єрмолаєвської сільської ради.
Населення — 108 осіб (2010; 172 в 2002).
Національний склад:
- башкири — 99%